# Washington Duke
George Washington Duke (Contea di Orange, 18 dicembre 1820 – 8 maggio 1905) è stato un imprenditore e filantropo statunitense, fondatore della "W. Duke and Sons Co.", che sarebbe poi diventata, sotto la guida di suo figlio James B., la American Tobacco Company, la più grande produttrice di prodotti del tabacco di tutto il mondo tra il 1890 e il 1911.

## I primi anni e la guerra civile
Nato nella parte orientale della Contea di Orange, nella Carolina del Nord, presso quella che è oggi l'area non incorporata di Bahama, George Washington Duke, meglio conosciuto semplicemente come Washington Duke, era l'ottavo dei dieci figli avuti da Taylor Duke (c.1770-1830) e da sua moglie Dicey Jones (nata nel 1780). Washington lavorò come contadino affittuario finché, nel 1842, non si sposò con la sua prima moglie, Mary Caroline Clinton (1825-1847). In occasione delle nozze, infatti, il padre della sposa donò alla coppia un terreno di 72 acri situato in quella che è oggi la Contea di Durham, sul quale Duke portò avanti la propria attività di agricoltore. Nel 1847, però, dopo aver dato alla luce due figli, Sidney Taylor Duke (1844-1858) e Brodie Leonidas Duke (1846–1919), Mary Duke morì a soli 22 anni.
Nel 1852, Duke costruì una fattoria, ancora esistente agli inizi del ventunesimo secolo, per la sua seconda moglie, Artelia Roney (1829-1858). Fra il 1853 e 1856, la coppia ebbe tre figli: Mary Elizabeth Duke (1853-1899), Benjamin Newton Duke e James Buchanan Duke (comunemente conosciuto come "Buck").  Nel 1858, il maggiore dei figli maschi, Sidney, contrasse la febbre tifoide e morì, seguito dieci giorno dopo da Artelia, che si era presa cura del ragazzo nei giorni di malattia. 
Si sa molto poco delle opinioni politiche di Duke precedenti alla guerra di secessione americana, comunque la maggior parte degli abitanti della regione del Piedmont propendeva per le posizioni dell'Unione. Tuttavia, le opinioni sulla schiavitù nella regione erano comunque ambivalenti piuttosto che del tutto schierate per l'abolizione, infatti, se è vero che solo una minor parte della popolazione del Piedmont era direttamente connessa alla schiavitù, è anche vero che la maggior parte di essa ne accettava l'esistenza senza farsi troppi problemi. È noto che Duke possedesse una schiava, chiamata Caroline, che egli aveva comprato per 601 dollari, e che aveva utilizzato uno schiavo dei suoi vicini per lavorare il proprio terreno.
Allo scoppio delle guerra di secessione, Duke aveva quarant'anni ed era quindi troppo vecchio per essere incluso nell'iniziale coscrizione a servizio dell'esercito confederato. Tuttavia, il secondo Confederate Conscription Act, approvato nel settembre 1862, innalzò l'età massima dell'arruolamento a 45 anni. Duke, conscio del fatto che sarebbe stato presto arruolato nell'esercito, il 20 ottobre 1863 mise in vendita la totalità dei suoi attrezzi da agricoltura. Poco dopo egli fu effettivamente arruolato nella marina confederata e prestò servizio presso Charleston, nella Carolina del Sud, e Richmond, in Virginia, fino alla sua cattura da parte delle forze unioniste, avvenuta nell'aprile del 1865. Dopo una breve permanenza in una prigione federale, Duke fu scarcerato sulla parola e inviato via nave a New Bern, da dove, camminando per circa 216 km, fece ritorno alla sua fattoria.

## Carriera nell'industria del tabacco

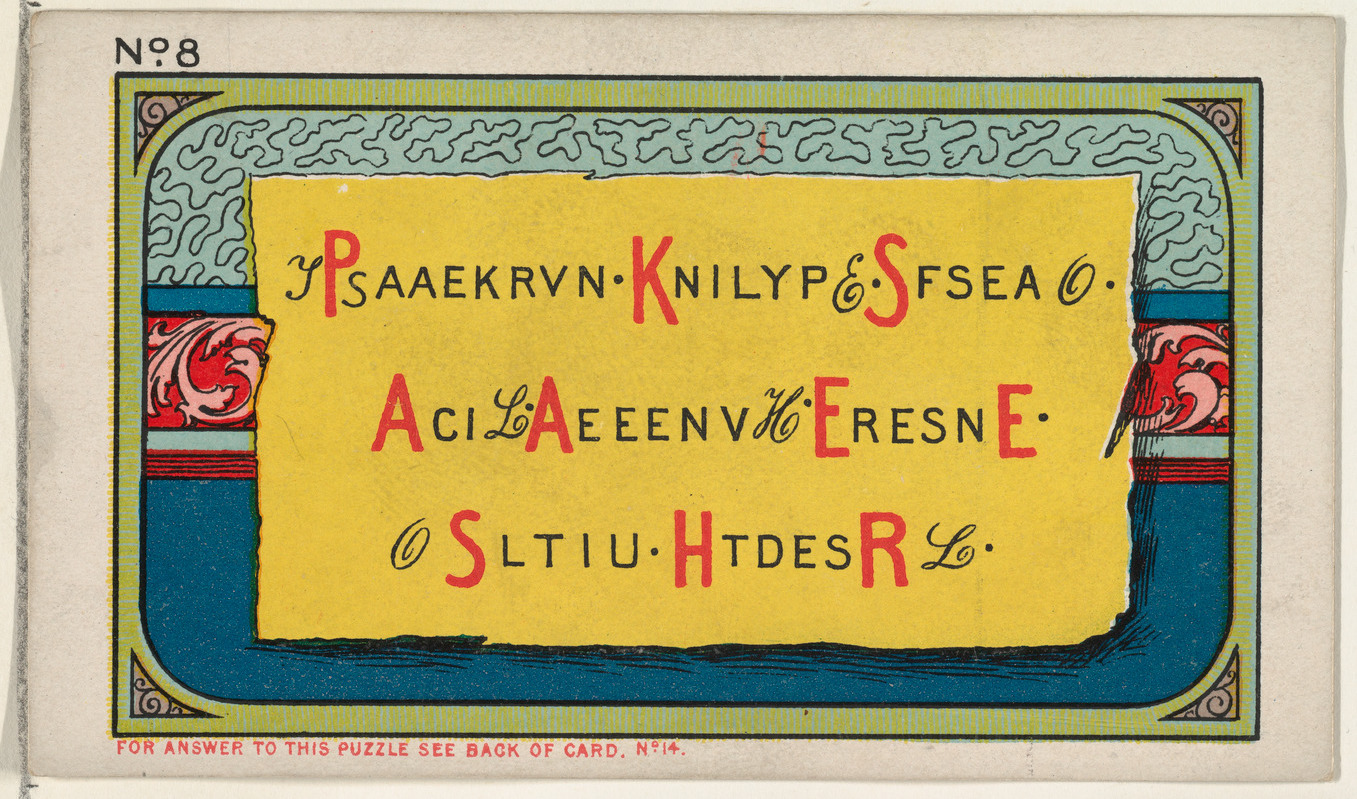
Una cartolina da sigarette della Duke Sons & Co., la numero 8, chiamata The Cryptogram Puzzle, dalla serie Jokes, inserita dall'azienda nei pacchetti per promuovere l'"Honest Long Cut Tobacco" (1890 circa).

Dopo la guerra, Duke abbandonò l'agricoltura per darsi invece alla manifattura di tabacchi. Così, nel 1865, utilizzando come sede un ex magazzino di mais riconvertito, egli fondò la propria azienda, chiamata "W. Duke and Sons Co.", e iniziò la produzione di tabacco da pipa, commercializzato poi con il marchio "Pro Bono Publico". Secondo quanto dichiarato da Duke, all'epoca la produzione della fabbrica, diretta da lui e dai suoi figli, era tra le 400 e le 500 libbre di tabacco al giorno. Nel 1869, con il prosperare dell'attività, i Duke costruirono, sul terreno della propria fattoria, una fabbrica di due piani, e, nel 1874, Washington Duke decise di vendere la fattoria e di spostare la propria famiglia e i propri affari nella città di Durham, allora in rapida espansione. Qui, i Duke costruirono un nuovo impianto di produzione, su Main Street, e Washington trascorse il resto del decennio viaggiando come venditore delle "Pro Bono Publico".

## Dopo il tabacco
Nel 1880, a sessant'anni, Washington Duke vendette le sue quote della società a Richard Harvey Wright, un fattore della vicina Contea di Franklin. Nel tempo la W. Duke & Sons & Co., diretta dal figlio di Washington Duke, Buck, in qualità di presidente, raggiunse un immenso successo nella produzione di sigarette, diventando, nel 1890, la American Tobacco Company, azienda che, fino al suo smembramento, deciso nel 1911 dalla Corte Suprema in base allo Sherman Antitrust Act, fu la più grande azienda manifatturiera di prodotti del tabacco di tutto mondo.
Dopo essere uscito dalla compagnia da lui fondata, Duke si dedicò molto alla politica, in quanto membro del Partito Repubblicano, e ad azioni filantropiche e caritatevoli. Membro di vecchia data della chiesa metodista, Duke iniziò a finanziare chiese e istituti di istruzione superiori locali, aiutando anche a trasferire la sede del Trinity College, un college metodista, dalla Contea di Randolph a Durham nel 1890. Nel 1896 lo stesso Trinity College stava attraversando un periodo di difficoltà economiche e Duke decise quindi di donare all'istituto ben 100.000 dollari, a condizione che il college aprisse i propri corsi alle donne, equiparando le stesse agli allievi maschi. In cambio, il college decise di ribattezzarsi in onore di Duke, ma quest'ultimo rifiutò un tale onore.
Washington Duke morì l'8 maggio 1905, all'età di 84 anni. Inizialmente sepolto presso il cimitero di Maplewood, a Durham, il suo corpo fu poi riesumato nel 1932 per essere traslato nella cappella memoriale dei Duke presso l'Università Duke. Negli anni dieci del ventesimo secolo, la famiglia Duke diede inizio a quello che sarebbe diventato il fondo The Duke Endowment, destinato al finanziamento di istituti educativi e ospedalieri selezionati della Carolina del Nord e del Sud, inizialmente rivolto solo al Trinity College. Dopo la stipula di un contratto da 40 milioni di dollari, firmato da James B. Duke nel dicembre 1924, a favore del Trinity College, quest'ultimo decise infine di ribattezzarsi come "Università Duke" in onore di Washington Duke.